# Legio XII Fulminata
Die Legio XII Fulminata (wörtlich „Blitz-Legion“, gelegentlich auch als „Donner-Legion“ übersetzt) war eine Legion der römischen Armee, die ursprünglich im Jahr 58 v. Chr. von Gaius Iulius Caesar ausgehoben wurde und bis ins 5. Jahrhundert bestand.

## Geschichte der Legion

Caesars Feldzüge während des gallischen Krieges

### Caesar und die Bürgerkriege
Zunächst trat die Legio XII unter verschiedenen Beinamen auf, doch handelte es sich immer um dieselbe Einheit. Das Legionszeichen war ein Blitz (fulmen).
Die Legio XII begleitete Caesar im Gallischen Krieg und nahm im Jahr 57 v. Chr. an der Schlacht gegen die Nervier in Belgien teil, in der die Legion hohe Verluste hatte. Gegen Ende des Jahres wurde die Legion unter Servius Sulpicius Galba in das Gebiet der Nantuaten, Veragrer und Seduner im Alpenraum verlegt, wo die Legion nach einigen siegreichen Gefechten im Ort Octodurus (Martigny im Schweizer Kanton Wallis) überwintern wollte. Das Lager wurde von einer Übermacht der Veragrer und Seduner angegriffen, konnte aber gehalten werden. Dennoch gab die Legion das Lager auf und zog sich in ein Winterlager im Gebiet der Allobroger zurück. 52 v. Chr. kämpfte die Legio XII in der Schlacht am Armançon gegen die Bellovaker und Haeduer und nahm wahrscheinlich an der Schlacht um Alesia teil.
Ab dem Jahr 49 v. Chr. nahm die XII auf Caesars Seite am Bürgerkrieg gegen Pompeius teil und wurde 48 v. Chr. auch in der Schlacht von Pharsalos eingesetzt. Nach Caesars Sieg wurde die Legion im Jahr 45 v. Chr. aufgelöst und die Veteranen in Parma angesiedelt. Im Jahr 44 v. Chr. wurde sie von Lepidus und Marcus Antonius wieder aufgestellt und möglicherweise in der Schlacht von Mutina im April 43 v. Chr. gegen Octavian, den späteren Kaiser Augustus, eingesetzt. Während des Triumvirats kämpfte die Legio XII Victrix (die Siegreiche) 41/40 v. Chr. auf der Seite Octavians im perusinischen Krieg. Unter Marcus Antonius trug die Legion den Namen Legio XII Antiqua (die Alte). Nach der Schlacht bei Actium im Jahr 31 v. Chr. blieb die XII im Osten.

### Julisch-claudische Dynastie
Ab etwa 27 v. Chr. trug die Legion den Namen Legio XII Paterna (die Väterliche). In augusteischer Zeit wurden Veteranen in Parma und Thermae Himeraeae angesiedelt. Die Legio XII wurde nach der Reorganisation des Heeres durch Augustus in der Provinz Aegyptus stationiert, bevor sie von Tiberius nach Syrien verlegt wurde. Im Jahre 20 v. Chr. ließ Tiberius mehrere Legionen, darunter wohl auch die Legio XII, gegen die Parther aufmarschieren. Doch die Drohung genügte und er gewann die römischen Feldzeichen durch Diplomatie zurück, die Marcus Licinius Crassus, Lucius Decidius Saxa und Marcus Antonius in teils verheerenden Niederlagen verloren hatten. Um 16 v. Chr. wurden in der zur Colonia Augusta Aroe Patrae erhobenen Stadt Patras Veteranen der Legio X Fretensis und Legio XII Fulminata angesiedelt. Hier wurde die Legio XII Fulminata (mit Blitzen bewaffnet) um die Zeitenwende auf Grabsteinen erstmals mit ihren endgültigen Namen genannt.
Möglicherweise gehörte die XII zu den drei Legionen mit denen der syrische Statthalter Publius Quinctilius Varus den Aufstand des Judas niederschlug. Um die Zeitenwende war eine Vexillation der Legio XII Fulminata vermutlich in der Provinz Africa Proconsularis (Tunesien) stationiert.
Claudius ließ im Jahr 45 n. Chr. für die Veteranen der vier syrischen Legionen (Legio III Gallica, Legio VI Ferrata, Legio X Fretensis und XII Fulminata) die Colonia Claudii Cæsaris bei Ptolemais (Akkon) anlegen. Als Gnaeus Domitius Corbulo, der Statthalter der Provinz Asia, im Jahr 55 im Auftrag Kaiser Neros in den Ostprovinzen Truppen zusammenzog, um die armenische Frage zu klären, blieb die XII Fulminata in Syrien. Im Sommer 60 siedelte Nero in Tarentum Veteranen an.

Der römisch-parthische Krieg 61–63

Am Armenienfeldzug des Jahres 62 unter dem Oberbefehl des Lucius Iunius Caesennius Paetus nahmen die XII Fulminata unter ihrem Legaten Calavius Sabinus und die Legio IIII Scythica unter Lucius Funisulanus Vettonianus teil. Nach anfänglichen kleineren Erfolgen erwies sich Paetus als unfähig. Die römischen Vorposten wurden vom Partherkönig Vologaeses I. überrannt und das Legionslager bei Rhandea belagert. Paetus musste unter erniedrigenden Bedingungen Frieden schließen und Armenien räumen. Corbulo, der daraufhin den Oberbefehl übernommen hatte, schickte die XII Fulminata nach Syria zurück, wo sie in Raphaneia ihr neues Lager errichtete. 63 n. Chr. waren Angehörige der Legion in Theben (Ägypten).
Im Jahr 66 brach Gaius Cestius Gallus, der Statthalter von Syrien, mit der Legio XII Fulminata unter ihrem Legaten Caesennius Gallus und zahlreichen Auxiliartruppen aus Antiochia am Orontes auf, um den judäischen Aufstand niederzukämpfen. Zunächst wurden einige Ortschaften gebrandschatzt, deren Bewohner vor ihm geflohen waren. Die XII Fulminata marschierte in Galiläa ein. Die Städte ergaben sich kampflos und wurden geschont. Am Berg Asamon bei der Stadt Sepphoris wurden über 2000 Aufständische in einer Schlacht getötet. Darauf kehrte die Legion in ihr Lager nach Caesarea Maritima zurück. Dann griff Cestius Gallus Jerusalem an, war jedoch gezwungen, die Belagerung abzubrechen und erlitt bei seinem fluchtartigen Rückzug große Verluste. Möglicherweise verlor die XII ihren Legionsadler auf der Flucht.

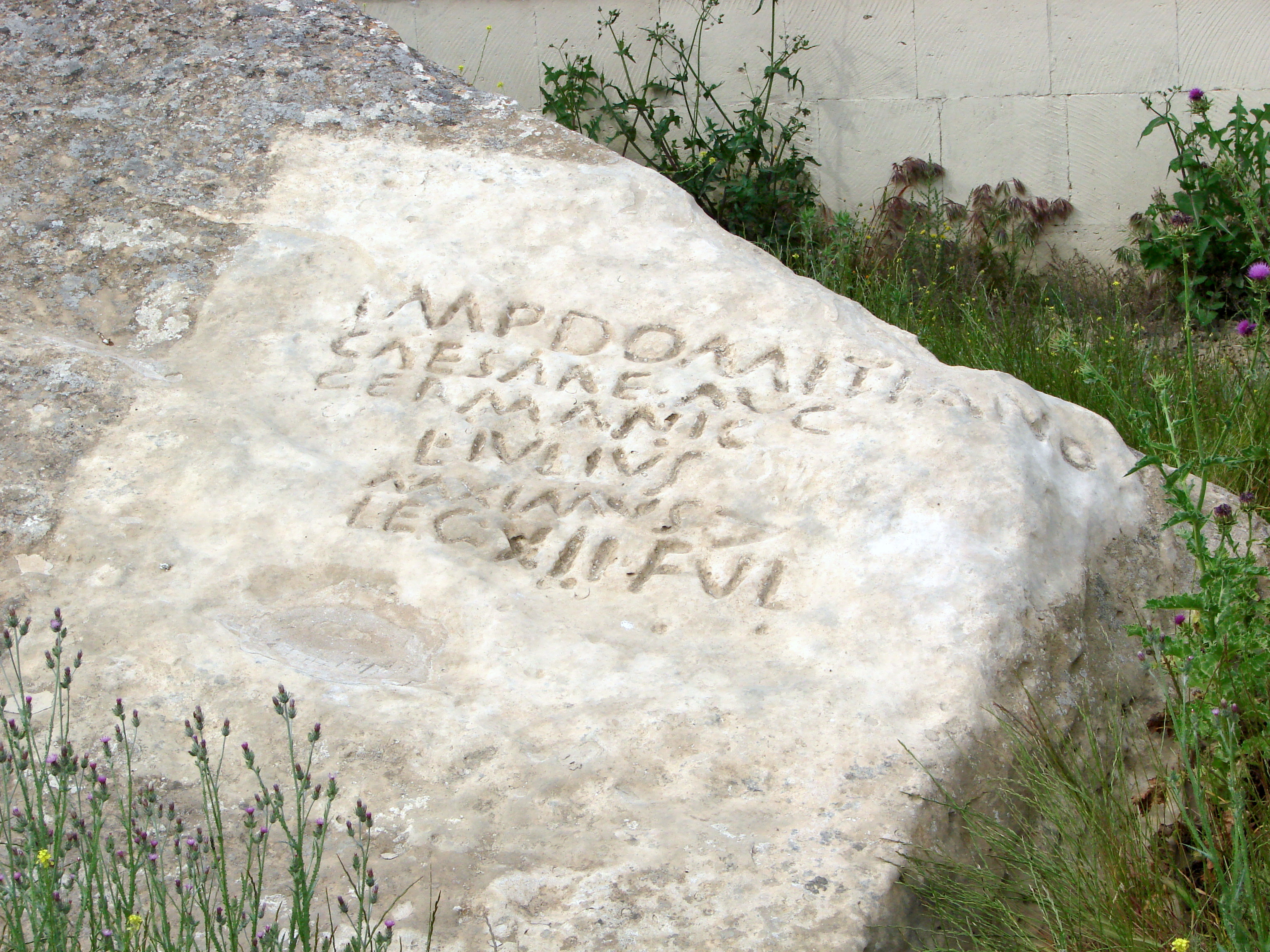
Weihestein von Qobustan (bei Baku, Aserbaidschan)
Imperatore Domitiano Caesare Augusto Germanico. Lucius Iulius Maximus, Centurio Legionis XII Fulminatae

### Flavische Dynastie
Aus den folgenden Jahren gibt es keine Überlieferung zu Einsätzen der Legion. Erst im Jahr 70, unter dem Oberbefehl des Titus, rückte die XII Fulminata aus Caesarea aus und wurde zusammen mit der Legio V Macedonica, X Fretensis und XV Apollinaris bei der Belagerung Jerusalems eingesetzt. Auch bei dieser Gelegenheit scheint sich die XII nicht besonders hervorgetan zu haben, sodass sie, auch infolge der im Jahr 66 erlittenen Niederlage, nach Melitene an die Grenze zwischen Armenien und Kappadokien „strafversetzt“ wurde. Obwohl die Legion mehrere Jahrhunderte in Melitene stationiert war, sind Inschriftenfunde außerordentlich rar und die folgende Legionsgeschichte kaum belegt.
Um 75 wurden von Legionären der XII im Klientelkönigreich Iberia im Kaukasus Befestigungen gegen die Parther errichtet. Unter Kaiser Domitian war eine Vexillation in Qobustan am Kaspischen Meer stationiert. Auch der Ort Ramana ging vermutlich aus einem römischen Lager hervor.
Nach dem Abschluss des Feldzuges gegen die Chatten waren acht Vexillationen aus den Legionen Britanniens und Obergermaniens unter Gaius Velius Rufus, dem Primus Pilus der Legio XII Fulminata, im Gebiet der Lingonen (Nordfrankreich) mit umfangreichen Baumaßnahmen beschäftigt.

### Adoptivkaiser und Antoninische Dynastie

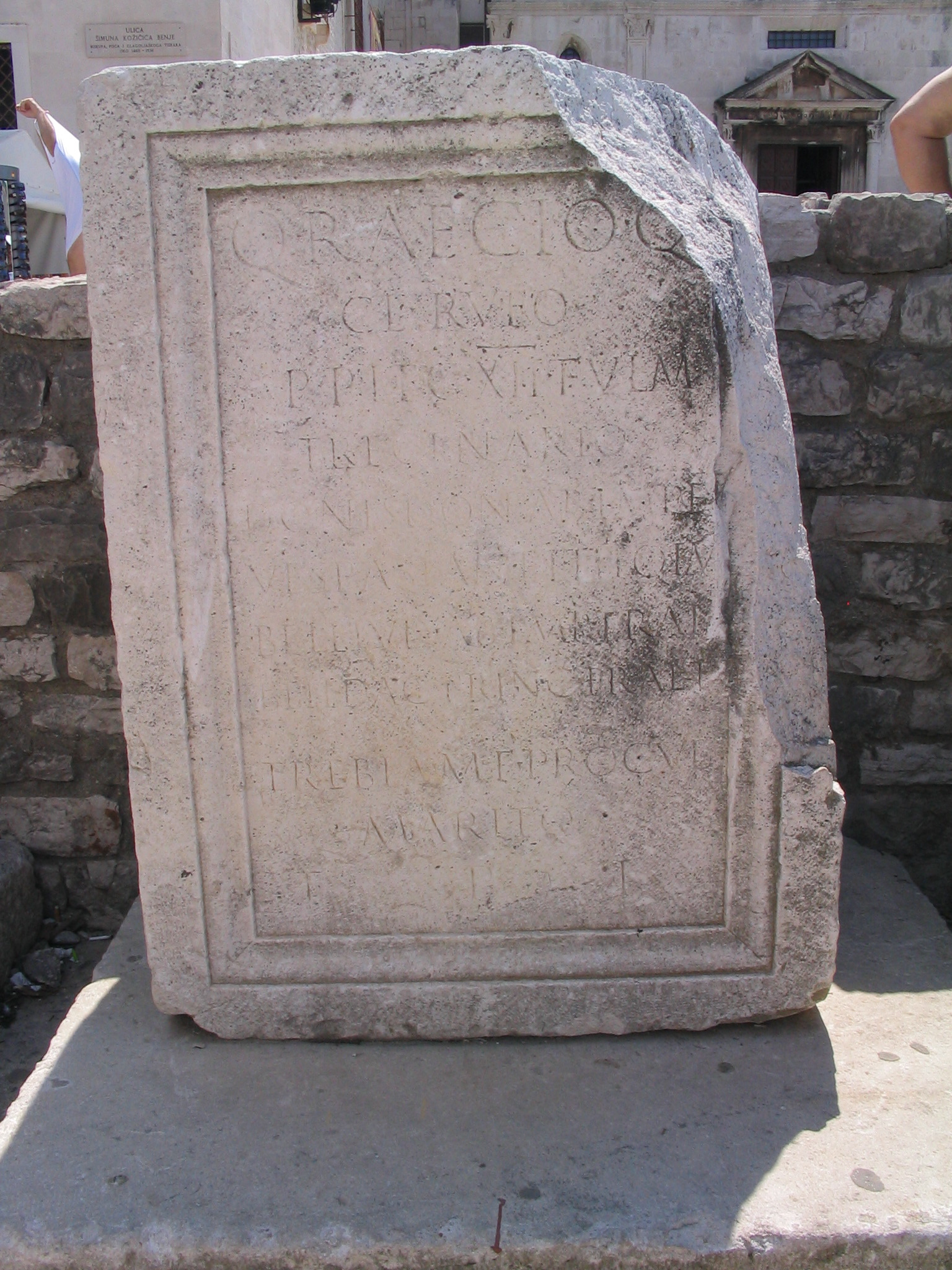
Grabstein des Centurios Quintus Raecius Rufus aus dem frühen 2. Jahrhundert

Die Teilnahme von Vexillationen an den Daker- und Partherkriegen Trajans (98–117) gilt als wahrscheinlich. Im Jahr 135 nahm die XV Apollinaris und eine große Vexillation der XII Fulminata am Feldzug des kappadokischen Statthalters Flavius Arrianus gegen die eingefallenen Alanen teil. Zur Zeit des Kaisers Antoninus Pius waren Veteranen der LEG XII in Aegyptus bezeugt. Im 2. Jahrhundert errichtete ein Tribun der Legion, der unter anderem auch Duumvir des Municipiums Aquincum war, in Niederpannonien zu Ehren seines Vaters für die römischen Bürger des Lagerdorfes Vetus Salina am Donaulimes einen Tempel.
Möglicherweise war eine Vexillation der XII Fulminata an den Markomannenkriegen (166–180) Mark Aurels beteiligt, doch hält die „Regenwunderlegende“ (siehe unten) einer kritischen Prüfung nicht stand.
175 n. Chr. empörte sich Avidius Cassius, der Statthalter von Syrien, gegen Mark Aurel; die Legio XII blieb dem Kaiser treu und erhielt nach der Niederschlagung des Aufstandes den zusätzlichen Beinamen Certa Constans („zuverlässig und beständig“). In den späten 170er Jahren waren Vexillationen der XII Fulminata und der XV Apollinaris in Vagharschapat, der neugegründeten Hauptstadt Armeniens, stationiert.
Vom 2. bis zum 4. Jahrhundert lagen Vexillationen der XII Fulminata und XV Apollinaris in Trabzon in Garnison.

### Severer, Soldatenkaiser und Spätantike
Im Bürgerkrieg der Jahre 193/194 hat sich die XII Fulminata wohl dem Usurpator Pescennius Niger angeschlossen, der im Jahr 194 von Septimius Severus besiegt wurde. Durch die Verschiebung der Reichsgrenze vom Euphrat zum Tigris wurde die Legion in Melitene zur Reserveeinheit degradiert; wohl auch infolge ihres Verhaltens im Bürgerkrieg. Eine Beteiligung der Legion an den Kriegen gegen die Sassaniden im 3. Jahrhundert ist zwar nicht belegt aber sehr wahrscheinlich. Unter Septimius Odaenathus, dem Klientelkönig des Palmyrenischen Reiches (261–267) und Stellvertreter des Kaisers Gallienus im Orient, trug die Legio XII Fulminata den Beinamen Galliena.
Im frühen 5. Jahrhundert unterstand die Legio Duodecima Fulminata dem Dux Armeniae und war mit ihrem Praefectus in Miletene (Malatya) stationiert.

## Erzählungen und Legenden
Die Legion XII Fulminata bildete mehrmals den Hintergrund christlicher Erzählungen mit teils legendärer Ausschmückung:

### Das Regenwunder im Quadenland

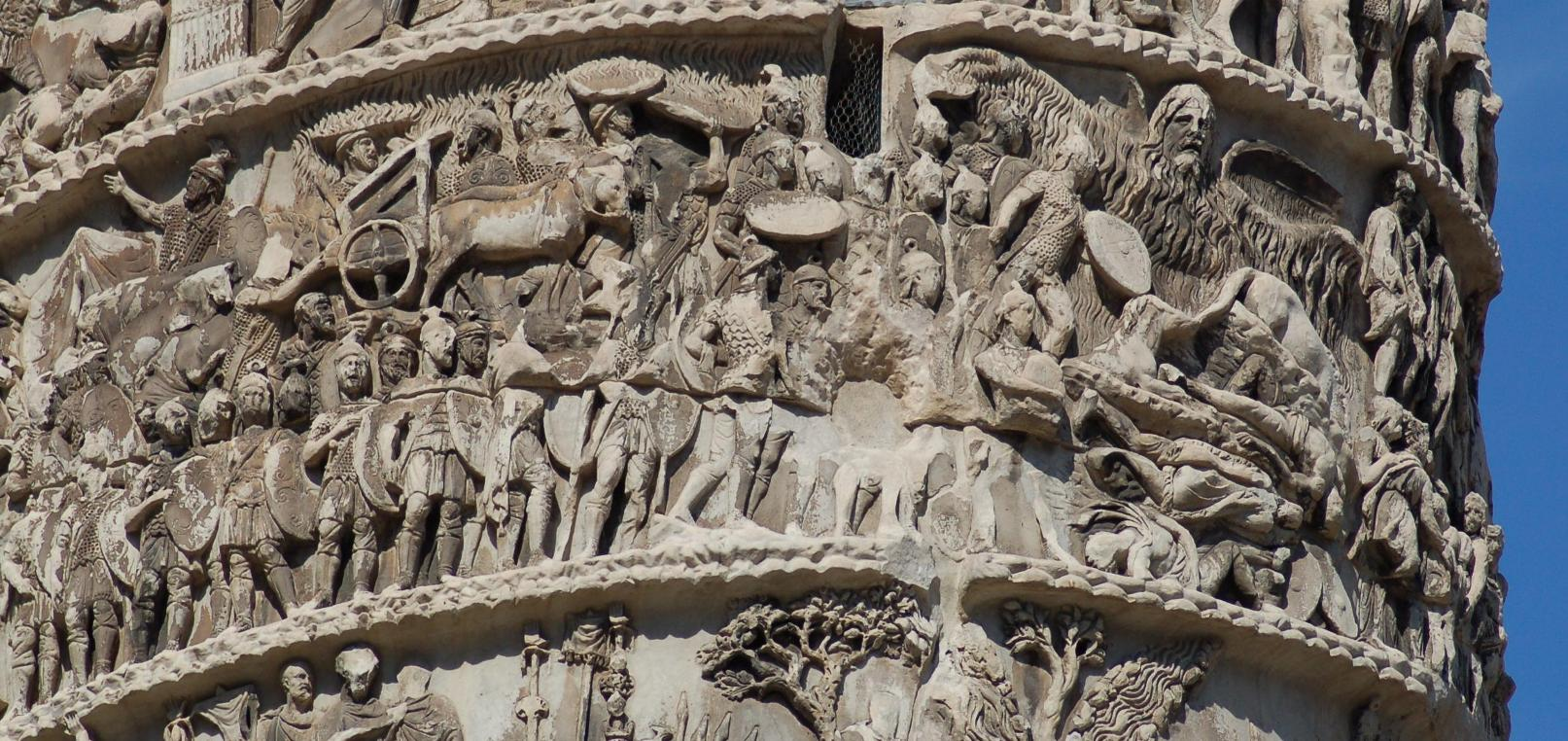
Das Regenwunder im Quadenland, dargestellt auf der Mark-Aurel-Säule in Rom

Während einer Schlacht gegen die Quaden im Markomannenkrieg sollen Mark Aurel und sein Heer im Jahr 171 vor Wassermangel und Verdursten durch einen Gewitterregen errettet worden sein.
Das Ereignis ist in einem Relief auf der Mark-Aurel-Säule in Rom dargestellt. Durch photographische Aufnahmen des Deutschen Archäologischen Instituts in Rom wurde es möglich, die Markussäule näher zu untersuchen. Man fand Übereinstimmung der Säulendarstellung zu den Angaben des Cassius Dio über ein rettendes Unwetter, wobei die Römer auf der Säule ihren Göttern dafür dankten, während sich der kaiserliche Bericht zu dieser Sache in erster Linie auf die bei dieser Gelegenheit von den Soldaten wiederholte Ausrufung des Kaisers zum Imperator bezieht.
Nach anderer Überlieferung ging das Regenwunder von Julian dem Theurgen oder dem ägyptischen Philosophen Arnouphis aus.
Der Zeitgenosse Tertullian schrieb etwa ein Vierteljahrhundert danach, dass „Kaiser Marc Aurel in seinen Briefen bezeugt, dass jener bekannte Wassermangel in Germanien durch einen Regen, der vielleicht durch das Gebet der Christen erlangt war, beendigt wurde“.
In späterer Zeit wurde das Ereignis weiter ausgestaltet. Die Rettung sei aufgrund des Gebets jener Legion, die ganz aus Christen bestanden habe, und ihres Kommandanten Donatus geschehen. Man erdichtete dazu ein den Christen Schutz verheißendes und deren Ankläger mit Strafe bedrohendes Reskript. Der Name Fulminata bestand allerdings bereits seit der Zeit des Augustus, hängt also mit dem Geschilderten nicht zusammen.

### Polyeuktos
Der heilige Polyeuktos war ein Legionär aus Melitene, der als Tempelschänder angeklagt und am 13. Februar 249 enthauptet wurde. Er gilt als Märtyrer.

### Vierzig Märtyrer von Sebaste
Die vierzig Märtyrer von Sebaste sollen Soldaten der Legio XII Fulminata gewesen sein, die an einem 9. März um 322 in Sebaste in Armenia minor wegen ihres Bekenntnisses zum Christentum im Zuge der Christenverfolgungen unter Kaiser Licinius verurteilt und hingerichtet wurden.